# トマス・モウブレー (第4代ノーフォーク伯)
第4代ノーフォーク伯トマス・モウブレー（Thomas Mowbray, 4th Earl of Norfolk, 1385年 - 1405年6月8日）は、15世紀イングランドの貴族である。ノーフォーク公トマス・モウブレーとアランデル伯リチャード・フィッツアランの娘エリザベスの長男で、ジョン・モウブレーの兄である。

## 生涯
1399年、リチャード2世によって国外追放に処され、ヴェネツィアで客死した父の後を継いだ。しかし、モウブレー男爵とノッティンガム伯爵は叙爵されたが、ノーフォーク公は受け継がれず、伯爵位として相続された。
これに不満を抱いたトマスは、1405年にノーサンバランド伯ヘンリー・パーシーやヨーク大司教リチャード・スクループと組んでヘンリー4世に反乱を起こしたが、ウェストモーランド伯ラルフ・ネヴィルに迎撃され、ヨーク大司教と共に捕らえられて処刑された。エクセター公ジョン・ホランドの娘コンスタンスと結婚していたが、子は無かった。
弟のジョンが爵位を継承、1425年にノーフォーク公爵位を与えられ復権を果たした。
| イングランドの爵位      | イングランドの爵位               | イングランドの爵位      |
| ----------------------- | -------------------------------- | ----------------------- |
| 先代 トマス・モウブレー | モウブレー男爵 1399年 - 1405年   | 次代 ジョン・モウブレー |
| 先代 トマス・モウブレー | ノッティンガム伯 1399年 - 1405年 | 次代 ジョン・モウブレー |
| 先代 トマス・モウブレー | ノーフォーク伯 1399年 - 1405年   | 次代 ジョン・モウブレー |